# 김제능
김제능(金濟能, 1905년 ~ 1960년 9월 23일)은 대한민국의 정치인이다. 제2대 국회의원을 지냈다.

## 약력
- 니혼 대학교 법문학부 학사
- 중국장가국조선인회장
- 대동ㆍ대한청년단 서산군단장
- 자유당 당무위원 겸 상임위원
- 1948년 5월 10일 : 제헌 국회의원(충남 서산을) 낙선
- 1952년 국회의원 보궐선거(충남 서산갑): 당선

## 역대 선거 결과
|  | 17.44% |

|  | 0% |

|  | 18.13% |

|  | 40.73% |

|  | 12.94% |

## 참고 자료
- 김제능 - 대한민국헌정회